# 公園都市線
公園都市線（日语：／ Kōentoshi sen */?）是一條連結日本兵庫縣三田市橫山站至同市木城中央站，屬於神戶電鐵的鐵路線。

## 路線資料
- 路線距離（營業距離）：5.5公里[1]
- 軌距：1067毫米[1]
- 站數：4個（包括起終點站）[1]
- 複線路段：沒有（全線單線）
- 電氣化路段：全線電氣化（直流1500V）
- 閉塞方式：自動閉塞式
- 最高速度：80公里/小時

## 車站列表
- 車站編號自2014年4月1日起引入[2]。
- 所有車站都位於兵庫縣三田市。橫山站分岔附近起至2條隧道之間沒有車站部分通過神戶市北區。
- 線內各站停車只限普通運行（表中省略）。
- 軌道 … ◇：單線路段（可進行列車交會），∨：此起往下為單線

| 車站編號 | 中文站名 | 日文站名 | 英文站名 | 站間距離 | 營業距離 | 接續路線                              | 軌道 |
| -------- | -------- | -------- | -------- | -------- | -------- | ------------------------------------- | ---- |
| KB27     | 橫山     |          |          | -        | 0.0      | 神戶電鐵： 三田線（三田方向直通運行） | ∨    |
| KB31     | 花城     |          |          | 2.3      | 2.3      |                                       | ◇    |
| KB32     | 南木城   |          |          | 2.2      | 4.5      |                                       | ◇    |
| KB33     | 木城中央 |          |          | 1.0      | 5.5      |                                       | ◇    |